# Норт-Валли (Нью-Мексико)
Норт-Валли (англ. North Valley) — статистически обособленная местность (СОМ) в округе Берналийо, Нью-Мексико, США.  Входит в столичную статистическую область Альбукерке. 

## География
По данным Бюро переписи населения США, общая площадь Норт-Валли составляет 18,22 км.

## Климат
| Показатель                            | Янв.  | Фев. | Март  | Апр. | Май   | Июнь | Июль  | Авг.  | Сен. | Окт.  | Нояб. | Дек.  | Год     |
| ------------------------------------- | ----- | ---- | ----- | ---- | ----- | ---- | ----- | ----- | ---- | ----- | ----- | ----- | ------- |
| Абсолютный максимум, °C               | 24    | 27   | 32    | 36   | 40    | 45   | 43    | 40    | 41   | 33    | 27    | 24    | 45      |
| Средний суточный максимум, °C         | 11,3  | 15,1 | 19,3  | 24,2 | 29,8  | 35,9 | 36,3  | 34,9  | 31,8 | 25,1  | 17,7  | 11,1  | 24,4    |
| Средний суточный минимум, °C          | −2,6  | 0,2  | 2,2   | 7    | 13,8  | 20,3 | 22,4  | 19,1  | 14,7 | 7,5   | 0,4   | −2,6  | 8,6     |
| Абсолютный минимум, °C                | −22   | −17  | −13   | −6   | −2    | 6    | 6     | 9     | −2   | −8    | −14   | −28   | −28     |
| Среднее число солнечных часов в месяц | 235,6 | 226  | 269,7 | 306  | 347,2 | 360  | 334,8 | 313,1 | 288  | 282,1 | 234,0 | 223,2 | 3,419,7 |
| Норма осадков, мм                     | 7,6   | 7,1  | 8,4   | 12   | 14    | 12   | 28    | 34    | 21   | 13    | 6,9   | 8,1   | 171     |

## Демография
По данным переписи 2000 года в Норт-Валли проживало 11 923 человека, 4467 домохозяйств и 3095 семей. Плотность населения составляла 635,0 /км2. Насчитывалось 4772 единицы жилья со средней плотностью 254,1 / км2. Расовый состав населения составлял 73,62% белых, 1,04% афроамериканцев, 2,91% коренных американцев, 0,41% азиатов, 0,06% жителей тихоокеанских островов, 18,19% - других рас и 3,77% - представителей двух или более рас. Испаноязычные или латиноамериканцы любой расы составляли 56,81% населения.
Насчитывалось 4467 домохозяйств, из которых в 30,0% воспитывались дети в возрасте до 18 лет, 50,1% представляли собой супружеские пары, проживающие вместе, в 12,8% домохозяйств женщины проживали без мужей, и в 30,7% домохозяйств не было семей. 24,7% всех домохозяйств состояли из одного человека, и в 8,8% из них проживали одинокие люди в возрасте 65 лет и старше. Средний размер домохозяйства - 2,59, а семьи - 3,08 человека.
В CDP население было распределено: 25,6% в возрасте до 18 лет, 8,3% от 18 до 24, 26,2% от 25 до 44, 25,8% от 45 до 64 и 14,1% в возрасте 65 лет и старше. Средний возраст жителя округа 39 лет. На каждые 100 женщин приходилось 99,4 мужчин. На каждые 100 женщин старше 18 приходилось 96,7 мужчин.
Средний доход домохозяйства составлял 39 888 долларов, а средний доход семьи - 45 129 долларов. Средний доход мужчин составлял 31 948 долларов против 26 433 долларов у женщин. Доход на душу населения составил 19 398 долларов. Около 8,5% семей и 10,7% всего населения находились ниже черты бедности, в том числе 13,5% младше 18 и 10,1% старше 65 лет.